# Познаховиці-Гурні
Познаховиці-Гурні (пол. Poznachowice Górne) — село в Польщі, у гміні Рацеховиці Мисленицького повіту Малопольського воєводства.
Населення — 417 осіб (2011).
У 1975-1998 роках село належало до Краківського воєводства.

## Демографія
Демографічна структура станом на 31 березня 2011 року:
|          | Загалом | Допрацездатний вік | Працездатний вік | Постпрацездатний вік |
| -------- | ------- | ------------------ | ---------------- | -------------------- |
| Чоловіки | 203     | 58                 | 132              | 13                   |
| Жінки    | 214     | 50                 | 118              | 46                   |
| Разом    | 417     | 108                | 250              | 59                   |